# Januaropstanden (1863)
Januaropstanden (polsk: powstanie styczniowe, litauisk: 1863 m. sukilimas) var et oprør fra indbyggerne i det forhenværende den polsk-litauiske realunion (dagens Polen, Litauen, Hviderusland, Letland og dele af Ukraine og vestlige dele af Rusland). Oprøret startede 22. januar 1863 og varede indtil de sidste oprørere blev fanget i 1865.
Oprøret begyndte som en spontan protest fra unge polakker mod militærtjeneste i den russiske hær og fik snart støtte fra højtstående litauiske officerer og politikere. Oprørerne var imidlertid i mindretal og havde ringere våben og måtte falde tilbage på guerillataktik. De klarede ikke at vinde nogle store slag eller at indtage større byer eller russiske forter. Men oprøret forstyrrede effekten af zarens afskaffelse af livegenskab, hvor hensigten var at få bønderne til at støtte ham. Hårde repressalier som offentlige henrettelser og deportation til Sibirien fik mange til at opgive kampen og i stedet ty til holdningsarbejde i form af økonomiske og kulturelle forbedringstiltag.